# Joaquín Maquieira
Joaquín Maquieira Fernández (Pontevedra, 1896 - Montevideo, siglo XX) fue un farmacéutico y político español.

## Trayectoria
En la rebotica de su farmacia se reunía el llamado Club Karepas, una tertulia que conformaban Castelao, Losada Diéguez, Sánchez Cantón, Blanco Porto, Antón Iglesias Vilarelle, Octavio Pintos, Claudio Losada, Vicente Barreiro y Gamallo. Fue presidente de la Sociedad Gimnástica de Pontevedra. Fue miembro de la Junta Directiva fundacional del Centro Republicano de Pontevedra (4 de marzo de 1930). Fue uno de los firmantes del manifiesto fundacional de la  Federación Republicana Gallega en el Pacto de Lestrove, en marzo de 1930. Miembro de la Comisión Gestora de la Diputación de Pontevedra, en enero de 1933 fue designado para formar parte del Comité de Propaganda del Estatuto de Autonomía, y el 31 de mayo de ese año fue elegido Presidente de la Diputación.
Se integró en Izquierda Republicana y fue elegido miembro del Consejo provincial de Pontevedra en enero de 1936. Luego del golpe de Estado del 18 de julio de 1936, fue detenido y estuvo preso un tiempo en el campo de concentración de la Isla de San Simón.
Puesto en libertad, consiguió marchar a Montevideo.
Cuando el barco «Argentina» en el que viajaba Castelao llegó a Montevideo en 1940, acudió a recibirlo con varios miembros de la colonia gallega.
En 1944 fue condenado en España por el Tribunal Especial para la Represión de la Masonería y el Comunismo.
Falleció en la capital uruguaya.